# 岬擬海豬魚
岬擬海豬魚，為輻鰭魚綱鱸形目隆頭魚亞目隆頭魚科的其中一種，分布於中東太平洋的加利福尼亞灣海域，棲息深度約57公尺，棲息在底層水域，生活習性不明。

## 擴展閱讀
維基物種上的相關：岬擬海豬魚